# Arrondissement di Reims
L'arrondissement di Reims è una suddivisione amministrativa francese, situata nel dipartimento della Marna e nella regione del Grand Est.

## Composizione
L'arrondissement di Reims raggruppa 175 comuni in 17 cantoni:
- cantone di Beine-Nauroy
- cantone di Bourgogne
- cantone di Châtillon-sur-Marne
- cantone di Fismes
- cantoni di Reims, da 1 a 10
- cantone di Verzy
- cantone di Ville-en-Tardenois